# 專家會議
专家会议（羅馬化：Majles-e Khobregān-e Rahbari）是伊朗政府中由烏理瑪（伊斯兰教神学者或高级神职人员）组成的特殊权力机构，负责选举伊朗最高领袖，并对其进行监督，必要时甚至可将最高领袖罢免，不过这种情况还从未发生过。
专家会议议员由选民直接选举，任期固定为八年，每届人数可能会有所改变（1982年第一届会议人数最少，只有82人；2016年第五届会议的88人则为最多）。会议每六个月需召开一次，对现任最高领袖进行评估。目前的第六届专家会议由82名男性（还有6席空缺）组成，议长穆罕默德·阿里·莫瓦赫迪·克马尼。
根据伊朗伊斯蘭共和國憲法，专家会议是伊朗人民制衡最高领袖的唯一渠道。然而，在实际操作上，会议其实并不十分民主。任何人若想成为议员候选人，必须先经过12人宪法监护委员会的批准，此委员会非民选，且其中6人均由最高领袖亲自任命。另外，根据伊朗宪法第108条，就算候选人成功当选，也需要由最高领袖任命才能正式进入专家会议。

## 歷史

### 2016年任期
自2006年開始的任期將持續10年（而不是8年），這是由於政府實施了“選舉合一”計劃，該計劃允許政府同時為專家議會和議會進行選舉，因此節省選舉管理成本。這些同時舉行的選舉將在2月份舉行，這將影響最高領袖可能的繼任，或影響特別理事會成立該辦公室的可能性。

## 外部連結
- 维基共享资源上的相關多媒體資源：專家會議
- 官方网站
- Princeton Iran Data Portal: List of Election Results for all years, including breakdown by province （页面存档备份，存于）
- Assembly of Experts in the Constitution of Islamic Republic of Iran
- Understanding Iran's Assembly of Experts from Durham University
- Results of Assembly of Experts elections in 6 provinces
- Results of Assembly of Experts elections in four provinces
- Results of Assembly of Experts elections in some provinces
- Iran Electoral Archive – Assembly of Experts

35°41′16.82″N 51°23′58.72″E / 35.6880056°N 51.3996444°E